# Nguyễn Hàm Ninh
Nguyễn Hàm Ninh (阮咸寧, 1808-1867) tự là Thuận Chi, hiệu Tĩnh Trai và Nhâm Sơn; là một danh sĩ trong lịch sử Văn học Việt Nam thời nhà Nguyễn.

## Tiểu sử
Nguyễn Hàm Ninh là người làng Phù Ninh, sau dời sang làng Trung Ái, phủ Quảng Trạch, tỉnh Quảng Bình (nay là làng Trung Thuần, xã Quảng Lưu, huyện Quảng Trạch, tỉnh Quảng Bình).
Ông sinh ra trong một gia đình nông dân nghèo, được người cô không con nuôi cho ăn học.
Năm Kỷ Sửu (1829), ông đỗ tú tài. Năm Tân Mão (1831), thì ông đỗ thủ khoa (giải nguyên) kỳ thi Hương lúc 23 tuổi.
Ban đầu, ông được bổ dạy học tại Quốc tử giám. Năm Quý Tỵ (1833), ông làm tri huyện Lục Ngạn (Bắc Giang). Gặp lúc thân phụ qua đời, ông về cư tang cho đến năm Bính Thân (1836) thì được vời ra giữ chức Quốc học độc thư và dạy học cho thái tử Nguyễn Phúc Miên Tông.
Năm Mậu Tuất (1838), ông được chuyển giữ chức Tôn nhân phủ Chủ sự, nhưng vì phạm lỗi, bị vua Minh Mạng cho bãi chức.
Về quê được ít lâu, năm Tân Sửu (1841), học trò ông là Nguyễn Phúc Miên Tông lên nối ngôi (tức vua Thiệu Trị), ông lại được vời ra giữ chức hành tẩu ở Nội các, rồi viên ngoại lang bộ Hình.
Năm Bính Ngọ (1846), chuyển ông sang làm lang trung bộ Lễ, rồi đổi làm Án sát tỉnh Khánh Hòa. Ở đây, ông bị thuyền buôn bắt chở sang Trung Quốc, đến lúc về nước, bị triều đình cách chức đày vào Đà Nẵng sung quân.
Ít lâu sau, ông mới được cho về làm Trước tác ở Viện Hàn Lâm. Lại bị khiển trách, và lần này thì ông bị cách chức luôn.
Ngày 15 tháng 12 năm Đinh Mão (1867), Nguyễn Hàm Ninh qua đời, lúc thọ 59 tuổi.
Mộ Nguyễn Hàm Ninh hiện ở xã Quảng Lưu, huyện Quảng Trạch, tỉnh Quảng Bình.

## Tác phẩm
Nguyễn Hàm Ninh đã để lại: 
- Tác phẩm bằng chữ Hán có:

-Tĩnh Trai thi tập (hay Nhâm Sơn thi tập)
-Tĩnh Trai thi sao (Bản sao thơ Tĩnh Trai)
-Dược sư ngẫu đề (Đề vịnh ngẫu hứng khi đi làm thuốc)
- Tác phẩm bằng chữ Nôm có:

-Phản thúc ước: Đây là bài văn tứ lục nhằm chống lại bài văn thúc ước (là các bài văn tế được đọc trong lễ tế thần hằng năm ở làng. Nội dung của chúng thường khuyên dân làng sống an phận, nhẫn nhục), tức qua bài văn này, ông công kích mạnh mẽ giới cường hào và vạch trần những tệ nạn của xã hội.
Ngoài ra, ông còn có một số bài thơ, bài ca trù viết bằng chữ Nôm.

## Nhận xét
Nguyễn Hàm Ninh nổi tiếng hay chữ. Ông và Cao Bá Quát là đôi bạn thơ. Ngoài ra, ông còn thường xướng họa với Tam Khanh (tức Nguyệt Đình, Mai Am, Huệ Phố) ở Huế.
Đa phần thơ Nguyễn Hàm Ninh viết về tâm sự của riêng ông, về nạn nước, cùng cảnh sống khổ cực của những người nông dân nghèo. Nhận xét khái quát về sự nghiệp trước tác của ông, Đại Nam chính biên liệt truyện (do Cao Xuân Dục làm tổng tài) có đoạn:
(Nguyễn) Hàm Ninh lấy văn học nổi tiếng. Về thơ văn thời trầm tĩnh, hùng mạnh; khi đè nén, khi phô trương, và sở trường về lối ngũ ngôn. Thương Sơn công (tức Tùng Thiện Vương) vẫn thường khen (thơ ông).

## Vinh danh
Tên của ông được đặt tên cho những con đường ở Đông Hà, Huế, Đà Nẵng, Đồng Hới,... và 1 ngôi trường THCS ở phường Ba Đồn (thị xã Ba Đồn).

## Sách tham khảo
- Quốc sử quán triều Nguyễn, Đại Nam chính biên liệt truyện. Nhà xuất bản Văn Học, 2004.
- Nguyễn Lộc, mục từ Nguyễn Hàm Ninh trong Từ điển văn học (bộ mới). Nhà xuất bản Thế giới, 2004.
- Nguyễn Q. Thắng-Nguyễn Bá Thế. Từ điển nhân vật lịch sử Việt Nam. Nhà xuất bản Khoa học Xã hội, 1992.
- Hoàng Hữu Yên, Văn học thế kỷ 19. Nhà xuất bản Khoa học Xã hội, 2004.